# Perșozvanivka, Lutuhîne
Perșozvanivka (în ucraineană Першозванівка) este localitatea de reședință a comunei Perșozvanivka din raionul Lutuhîne, regiunea Luhansk, Ucraina.

## Demografie
Componența lingvistică a localității Perșozvanivka
     Ucraineană (83,44%)
     Rusă (15,16%)
     Alte limbi (0,19%)
Conform recensământului din 2001, majoritatea populației localității Perșozvanivka era vorbitoare de ucraineană (83,44%), existând în minoritate și vorbitori de rusă (15,16%).